# أنجي لي مار
أنجي لي مار (بالإنجليزية: Angie Le Mar)‏ هي كوميدية ارتجالية وممثلة بريطانية، ولدت في 27 أكتوبر 1965 في لويشام ‏ في المملكة المتحدة.

## وصلات خارجية
- أنجي لي مار على موقع IMDb (الإنجليزية)
- أنجي لي مار على موقع قاعدة بيانات الفيلم (الإنجليزية)